# Seasons In The Sun
«Seasons in the Sun» (Estaciones En El Sol) es una adaptación al inglés de la canción francesa llamada "Le Moribond", hecha originalmente por el cantautor Jacques Brel con la letra adaptada al inglés por el cantante y poeta Rod McKuen. Se convirtió en un éxito mundial en 1974[cita requerida] por la versión de Terry Jacks y se convirtió en el número 1 en la Navidad de 1999 para Westlife[cita requerida]. La versión de Terry Jacks fue (y es) catalogada una de las mejores canciones de todos los tiempos[cita requerida], individualmente por haber vendido 10 millones (o más) copias en todo el mundo[cita requerida].
La canción es una despedida a los familiares y amigos, por parte de una persona que morirá, y al parecer, morirá antes de tiempo y contra su voluntad[cita requerida].

## Historia

### Versión original en francés (por Jacques Brel)
La versión original en francés (compuesta por Jacques Brel en 1961) incluía sarcasmo y referencias a la infidelidad de su esposa - pero estas no están en la adaptación al inglés. La versión de Terry Jacks fue lanzada en Canadá y Estados Unidos a principios del año 1974, y alcanzó el número uno en Estados Unidos el 2 de marzo. Grabaciones anteriores habían sido liderados por The Kingston Trio con la versión de la cubierta de la primera traducción McKuen en 1963, luego la banda británica The Fortunes en 1968, John Ryder & Anne en su LP "I Still Believe In Tomorrow" lanzado en 1969, y por Pearls Before Swine en 1970 a 1971.

### Versión de Terry Jacks
La canción de Terry Jacks fue grabada en Vancouver, B.C. en 1973. Susan y Terry Jacks, de Poppy Family, tomaron la decisión de grabar la canción cuando los Beach Boys, que consideraron grabar y producir su canción, decidieron abandonar su grabación. Los Jacks lo grabaron en su lugar y más tarde Terry Jacks lo lanzó en su propio sello discográfico. Inmediatamente alcanzó el top en las listas de los Estados Unidos (donde fue publicado por Bell Records), Canadá, y el Reino Unido, vendiendo más de 14 millones de copias alrededor del mundo.
La versión de los Jacks fue grabada en Estados Unidos en diciembre de 1973, y entró en el Billboard Hot 100 un mes después. El 2 de marzo de 2000 la canción alcanzó el puesto 1 en el Hot 100 y siguió en ese puesto por 3 semanas, y luego se mantuvo en el top 40. La versión de Jacks también se mantuvo una semana en el Easy Listening. Aunque se habían realizado otras versiones, "Seasons In The Sun" convirtió a Terry Jacks en el mayor hit solista en los Estados Unidos.
Matthew Wilkening de la AOL Radio colocó a la versión de Terry Jacks en el puesto número 63 de las 100 peores canciones de siempre, poniendo una camiseta con el eslogan de: "He had joy, he had fun, he had seasons in the sun, and all we got was this lousy song." ("Tuvo alegría, tuvo diversión, tuvo estaciones en el sol, y todo lo que tenemos nosotros es esta pésima canción")

## Comparación de versiones
Esta es una traducción al inglés y al español del estribillo original por Jacques Brel:
Inglés:
```
   Good-bye, my wife, I loved you well
   Good-bye, my wife, I loved you well, you know,
   But I'm taking the train for the Good Lord,
   I'm taking the train before yours
   But you take whatever train you can;
   Goodbye, my wife, I'm going to die,
   It's hard to die in springtime, you know,
   But I'm leaving for the flowers with my eyes closed, my wife,
   Because I closed them so often,
   I know you will take care of my soul.
```

Español:
```
   Adiós, esposa, yo te he amado
   Adiós, esposa, yo te he amado, lo sabes,
   Pero estoy tomando el tren para el Señor,
   Voy a tomar el tren antes que tu
   Pero cada uno toma el tren que puede;
   Adiós, esposa, voy a morir,
   Es difícil morir en primavera, lo sabes,
   Pero me voy hacia las flores con los ojos cerrados, mi esposa,
   Y ya que los cerré tantas veces,
   Sé que te ocuparás de mi alma.
```

("ojos cerrados" se refiere a cerrar los ojos a su infidelidad, a raíz del verso precedente en el que se despide de Antoine, el amante de su esposa).
La versión de 1963 de Kingston Trio fue la primera portada de McKuen al inglés de la versión. El último verso de cada tres McKuen de renderizado a mano alzada, el verso conserva referencia Brel a la infidelidad de la esposa, pero con una sensibilidad diferente:
Original:
```
   Adieu, Francoise, my trusted wife, without you I'd have had a lonely life.
   You cheated lots of times but then, I forgave you in the end though your lover was my friend.
   Adieu, Francoise, it's hard to die when all the birds are singing in the sky. Now that spring is in the air
   With your lovers everywhere; just be careful, I'll be there.
```

En español:
```
   Adiós, Francoise, mi mujer de confianza, sin ti hubiera tenido una vida solitaria.
   Me engañaste muchas veces pero, te perdoné al final, aunque tu amante era mi amigo.
   Adiós, Francoise, es difícil morir cuando todos los pájaros están cantando en el cielo. Ahora que la primavera está en el aire
   Con tus amantes por todas partes, ten mucho cuidado, ya que siempre estaré por allí.
```

Terry Jacks omitió la letra original y agregó otro verso de cual habla de una chica llamada Michelle, la cual podría ser una hija o una novia de la juventud.
Letra de Terry Jacks:
```
   Goodbye, Michelle, my little one,
   You gave me love and helped me find the sun,
   And every time that I was down
   You would always come around
   And get my feet back on the ground;
   Goodbye, Michelle, it's hard to die
   When all the birds are singing in the sky,
   Now that the spring is in the air,
   With the flowers everywhere,
   I wish that we could both be there!
```

Español:
```
   Adiós, Michelle, mi pequeña,
   Tú me diste amor y me ayudaste a encontrar el sol,
   Cada vez que estaba deprimido
   Tu siempre estabas ahí
   Y me pusiste los pies en la tierra
   Adiós, Michelle, es difícil que morir
   Cuando todos los pájaros están cantando en el cielo,
   Ahora que la primavera está en el aire,
   Con las flores en todas partes,
   Me gustaría que los dos pudiéramos estar allí!
```

## Otras versiones
Aparte de las versiones se mencionaron anteriormente, ha habido numerosas versiones de la canción. En general, estos utilizan la misma traducción de la versión de Terry Jacks, y así heredan la interpretación menos dura de la versión de la trama de la canción.
La versión de Westlife ha sido su cuarta edición limitada, solo a partir de su álbum debut Westlife. 
Y ha vendido más de 650 000 copias en el Reino Unido hasta ahora.
Swedish dansband Vikingarna versionó la canción, Swedish en 1974, como "Sommar varje dag". La canción también fue versionada por Spell, The Beach Boys, The Fortunes, Bad Religion, Too Much Joy, the Squirrels, Black Box Recorder, Nirvana, Indochine, Klaus Hoffmann (en Alemania), Pearls Before Swine, Alcazar, Me First and the Gimme Gimmes, Second Run, Nana Mouskouri, Television Personalities, Gob y en español por Ana y Jaime con el nombre "Estaciones en el sol".
La versión de Nirvana fue grabada como una prueba de sonido en las sesiones del álbum In Utero, en el año 1993. Esta versión jamás salió a la luz hasta 2004 en el set box With the Lights Out 10 años después de la muerte de Kurt Cobain y 11 años después de haberla grabado. En esta versión Kurt canta y toca la batería (aunque el tocaba guitarra), Dave Grohl (quien era el baterista) toca el bajo y Krist Novoselic (quien era el bajista) toca la guitarra. Esta versión se basa en la letra de Terry Jacks, pero con algunas líneas suprimidas y otras cambiadas.
Otra versión fue por Bobby Wright (hijo de Johnnie Wright y Kitty Wells), alcanzando el top 40 de Billboard magazine Hot Country Singles en 1974.
La versión de The Manchester-based Coachmen con fue grabado en Abbey Road Studios de EMI en julio de 1966 y lanzado en Colombia en noviembre de 1966.
La canción fue utilizada por Shabba Ranks y el reggae de cristal en su gran éxito "el doble de mi edad", con las palabras en el estribillo (cantado por Cristal) que cambió a:
I'm in love with a man, nearly twice my age,
Don't know what it is, but its a hit from me youthful days,
As I go my way, I don't care what people say,
I'm in love with a man, nearly twice my age!
En español sería:
Estoy enamorada de un hombre, casi el doble de mi edad,
No sé lo que es, pero es un golpe de mi días de juventud,
Mientras sigo mi camino, no me importa lo que digan,
Estoy enamorada de un hombre, casi el doble de mi edad!
Las versiones en español se titulan, 'Épocas de Sol, Estaciones en el Sol, o Etapas de mi Vida.  Una muy bien lograda versión ("Estaciones en el sol") la interpreta el dúo colombiano Ana y Jaime, grabada originalmente a fines de la década de 1970 y regrabada en 1997. 
Hay una versión Alemana llamada Adieu Emile por Klaus Hoffmann publicada en 1975. La traducción al Alemán fue fiel a la letra original en francés, pero la melodía fue alterada un poco.
El cantautor italiano Roverto Vecchioni grabó una versión llamada "Stagioni nel sole" para su álbum acústico en vivo en 2005 llamado Il Contastorie, el título de su versión es una traducción literal de "Seasons in the Sun", pero tanto la letra (reescrita por Vecchioni sobre sí mismo) y la estructura musical de la versión Vecchioni son mucho más cercanas al original de Jacques Brel (incluyendo una vaga alusión a la esposa infiel del protagonista) que la versión de Jacks y de McKuen. El acompañamiento de esta versión, interpretada en guitarra acústica de piano, y contrabajo (sin batería) se marcha, similar a la de Brel, y deliberadamente no es romántica.
La banda Beirut ha versionado "Le Moribond" en vivo en varias ocasiones. Una versión realizada por KEXP fue grabada junto con "El papel de mi familia en la revolución mundial" de la tercera pista en el Elefante pistola EP. Beirut realiza una versión que es bastante fiel a la versión original de Jacques Brel, el mantenimiento de la letra en francés y el ritmo de la marcha up-beat.
El finlandés schlager, cantante Arto Sotavalta, han registrado una versión finaldesa de la canción que se llama Päivät kuin UNTA (Esp. días como los sueños). La traducción al finlandés es muy similar al texto en Inglés.
La versión vietnamita, llamada "Nhung mua nang đẹp" fue traducida por el músico Pham Duy. Las letras traducidas son muy similares a los que están en la de Inglés. Una serie de cantantes vietnamitas en el extranjero han versionado esta versión.
Una parodia fue grabada en 2006 por Dundee United, bajo el alias de 'Terry Jack'. Esta versión se mofa de la posible desaparición de la Dundee FC, su rival, que estaban sufriendo graves dificultades financieras en el momento. Esta versión contiene insultos y temas adultos.